# Вірменський костел (Бережани)
Костел Різдва Діви Марії — діючий (від 2016 року) вірменський парафіяльний храм, пам'ятка сакральної архітектури барокового стилю 2-ї половини XVIІI століття у місті Бережани Тернопільської області.

## Історія
У 1682 році у Бережанах загалом нараховувалося 133 будівлі польських та руських родин, 55 — єврейських, 10 — вірменських, 20 шляхетських садиб. Кількісний склад населення (з околицями) перевищував 2300 осіб. Але вплив вірмен у місті на той час був незначним. На 1709 рік у місті нараховувалося вже 300 міщанських будинків. Серед них: 17 вірменських та 130 єврейських. Значущість вірмен збільшувалася, посилювався їх соціальний статус. Власне тоді й змінилося їх духовно-релігійне життя, адже привілеєм Адама Миколая Сенявського у 1710 році вірменам надано земельну ділянку під спорудження власного храму та створення окремої парафії. Цього ж року дерев'яний храм було збудовано.
Вже у 1750-х роках храм зазнав значних ушкоджень, переважно через вплив природних чинників (дощ, сніг, вітер) та поступово руйнувався. Тоді й вирішили на його місці збудувати новий кам'яний храм. За ініціативи та коштом місцевого пароха о. Деодата Горбача у 1746 році розпочалося будівництво нового Вірменського костелу, яке тривало 18 років. У 1791 році храм освятив львівський вірменський архієпископ Яків Туманович. Церква була освячена на честь святого Григорія: його ім'я носив один із бічних вівтарів; інший був на честь святої Анни, а головний — Непорочного Зачаття Діви Марії. Вона являла собою однонавову споруду з куполом, що мала виразні риси пізнього бароко. Дах двоскатний, покритий ґонтом та увінчаний сигнатуркою. Купол споруди покритий бляхою. На фронтоні споруди здавна був розпис — святий Григорій (на початку XX століття його замінили зображенням Діви Марії). В інтер'єрі церкви збережена цінна ліпнина, рельєфні зображення святих Домініка, Йосифа, Миколая, Станіслава і Франциска, фрагменти настінного розпису. Головний фасад орієнтований на схід, а від вулиці відгороджений великим муром з бійницями, що перетворював храм на один з елементів оборонної лінії міста.
У 1810 році храм через пожежу отримує значні пошкодження, зокрема, пошкоджень зазнає зовнішній фасад споруди, а внутрішній інтер'єр залишається майже неушкодженим. Тоді за наказом тогочасної власниці Бережан І. Любомирської було заново перекрито дах споруди, а сам храм пристосовано для релігійних відправ римо-католиків. 1816 року, після реставраційних робіт, костел перетворюється на пустку, яку військовики використовують під склади зброї та амуніції. Лише з початку 1820-х років, старанням місцевого катехита нормальних шкіл Георга Давидовича, розпочинається відбудова комплексу. Зокрема, у вересні 1828 року відбудовану святиню освятив генеральний візитатор східно-галицької дієцезії Самуель Стефанович.
Пройшло майже п'ятдесят років з часу великої пожежі і ансамбль вірменського костелу Різдва Пресвятої Богородиці почали відновлювати. Спочатку, 3 листопада 1860 року, у міщанки Агнєшки Сплавінської викуплено будинок, який пізніше було пристосовано під нову плебанію, замість тієї, що згоріла у 1810 році. Пізніше чисельність вірменської громади продовжувала зменшуватися і станом на 1871 рік у Бережанах було лише 36 вірмен, зокрема один мешкав у південному передмісті. Але ця статистика не впливає негативно на стан збереженості їх духовної та сакральної споруди. Тоді ж оновлюється інтер'єр храму, а 1880 року проходить повна реставрація Вірменського костелу і храму повертається його первісний вигляд.
За ініціативи відділу мистецтва та археології Краківського наукового товариства було видано методичну розробку щодо комплексного мистецтвознавчого аналізу та збереження автентичності пам'яток галицької сакральної архітектури, де бралося до уваги усе: території навколо церков та костелів, цвинтарі, дзвіниці, зовнішній та внутрішній вигляд та стан збереженості храмів. Ця методична розробка не обійшла стороною й Бережанський вірменський костел.
Так, у Державному Акті, датованому 1884 роком, було вказано, що «Франциск Шимонович, який помер 21 грудня 1883 року, та Марія Шимонович, яка померла 31 липня 1884 року — мешканці Бережан, згідно заповіту, складеного 7 квітня 1881 року, передали свій маєток у Бережанах, який складався з нерухомості (проскрипційний № 65), Вірменському костелу. За це, у день їх смерті у храмі повинна відбуватися жалобна церемонія». Згадана маєтність була передана у користування вірменсько-католицькому пароху о. Антонію Косінському, який за дозволом парафіяльної та державної влади, продав її 12 червня 1888 року місцевому мешканцю Мойсею Вогелю за 1700 злотих, а виручені від продажу кошти передали на рахунок парафії, відсотки з яких використовувалися на поточні (господарські, ремонтні) справи. Окремо було створено фундацію ім. Франциска та Марії Шимоновських при парафіяльному римо-католицькому вірменському костелі.
На початку XX століття поступово починає збільшуватися чисельність вірменського населення Бережан. Так, за підрахунками австрійського статистичного бюро Галицького крайового відділу, що знаходилося у Львові, у 1905 році у місті налічувалося 52 вірменина із 11544 осіб загалом., а на початок 1910 року у місті налічувалося 12334 особи, з них 83 — вірмени. Не зважаючи на малу чисельність вірменської громади у місті, її представники були дуже активними у досягненні своєї мети, зокрема в утриманні своєї духовної святині.
Під час подій першої світової війни представники бережанських вірмен брали активну участь у житті міста. Об'єктом їх діяльності залишався місцевий храм. Так, наприкінці 1917 — початку 1918 років проводилося листування між Вірменсько-католицьким консистором у Львові та Бережанським вірменсько-католицьким священиком Ігнацієм Следзьовським щодо асигнування коштів на ремонт Вірменського костьолу, що сильно постраждав від артилерійських обстрілів періоду першої світової війни.. Завдяки цьому листуванню та прийняттю низки пам'яткоохоронних законів польським урядом відбулася ще одна реставрація костелу.
Наступні реставраційні та мистецько-оздоблювальні роботи на об'єкті проводилися у 1927—1928 роках. Під час цих робіт старі вікна будівлі було замінено вітражами за проектом познанського мистця Яна П'ясецького. Зокрема, у вітражі Святого Георгія (по лівому боці вівтаря) мистець відкрив викладене зображення тогочасного львівського вірменського архієпископа Йосифа Теодоровича., який у 1890-х роках був парохом бережанського вірменського костелу Різдва Діви Марії.
У 1930 році сакральну споруду згадано як відреставрований «бароковий, колись оборонний костел вірменський XVIII століття».
 Роботи щодо архітектонічної фіксації пам'ятки продовжувалися й надалі. Так, у анонімному Реєстрі пам'яток Тернопільського воєводства, складеному у 1930-х роках, серед цінних об'єктів згадано й Вірменський костел, а також короткий опис пам'ятки, включаючи також складання детального плану храму, проводився у середині 1930-х років. У серпні 1935 року храм описано та фотофіксовано у складеному магістром Єжі Занозінським чорновому каталозі пам'яток Бережанського повіту. У той самий час також розглядалися питання щодо нового капітального накриття даху святині та у цілому описується цілісний стан споруди, де враховуються окремі усі типи пошкоджень стін та перекриттів.
Передував цьому лист, датований 8 травня 1934 року, керівника «працьовні бляхарської» Владислава Леховського до Відділу консервації пам'яток історичних Львівського воєводства, з проханням видачі дозволу на проведення ремонтних робіт з заміною перекриттів та даху Вірменського костелу в Бережанах, а також з видачею письмового узгодження для представлення до Тернопільського воєводського правління й оголошення до Староства та Бережанського Магістрату. Подається короткий опис майбутнього ремонту з відзначенням поганого стану костелу та відсутності у місцевого вірмено-католицького пароха коштів на його відновлення. У процесі ремонтних робіт передбачалося також й укріплення мурів, щоб унеможливити затікання води.
Вірменський костел у Бережанах функціонував до кінця Другої світової війни. Наступні події зруйнували місцевий дух вірменської культури, вірменського світогляду та вірменського побуту.. У повоєнний час в храмі було влаштовано зерносховище, пізніше — клуб колгоспника. Вітражі, значну частину інтер'єру та вівтар було зруйновано, а ікони викрадено.
Нині Вірменський костел Різдва Діви Марії у Бережанах перебуває у задовільному стані та вважається пам'яткою архітектури місцевого значення, але наразі нею не є. За часів незалежності України, щоби запобігти руйнації костелу силами греко-католицької громади тут було проведено капітальний ремонт, а саме, було скріплено фундаменти, перемуровано пошкоджені стіни, повністю перемуровано зруйнований правий притвор з тесаного каменю та відновлено цегляне склепіння над ним, відновлено дах храму та скріплено арки стелі та виконано армований пояс, замінено 85 % дерев'яних несучих конструкцій даху. По ремонті тут діяла церква для дітей.
Тоді ж само вірменська громада Тернополя звернулася до парафії з проханням передати храм у їхнє користування, оскільки це — єдиний вірменський храм, що зберігся на Тернопіллі. Бережанська парафія пішла назустріч єпархії Вірменської Апостольської церкви. Було підготовлено меморандум про майбутнє спільне використання храму. Опікуватися вірменською церквою в Бережанах буде вірменський священник, що має осідок у Чернівцях.
Наприкінці 2016 року у Бережанах відбулася цікава подія: місцева греко-католицька парафія Пресвятої Трійці передала вірменській громаді міста ансамбль колишнього костелу Різдва Діви Марії. Цій події передувало підписання відповідного розпорядження головою Тернопільської ОДА Степаном Барною.